# 拖顶傈僳族乡
拖顶傈僳族乡（藏語：ཐང་སྟེང་ལི་སུའུ་རིགས་ཤང་།）是中华人民共和国云南省迪庆藏族自治州德钦县下辖的一个民族乡。

## 词源
“拖顶”为藏语，意为“坝子上”。“拖”为“坝子”，“顶”为“上面”，因在金沙江西岸一小坝上，故名。

## 行政区划
拖顶傈僳族乡下辖以下村级行政区划单位：
拖顶村、洛沙村、左林村、大村和落玉村。